# جبال ظفار

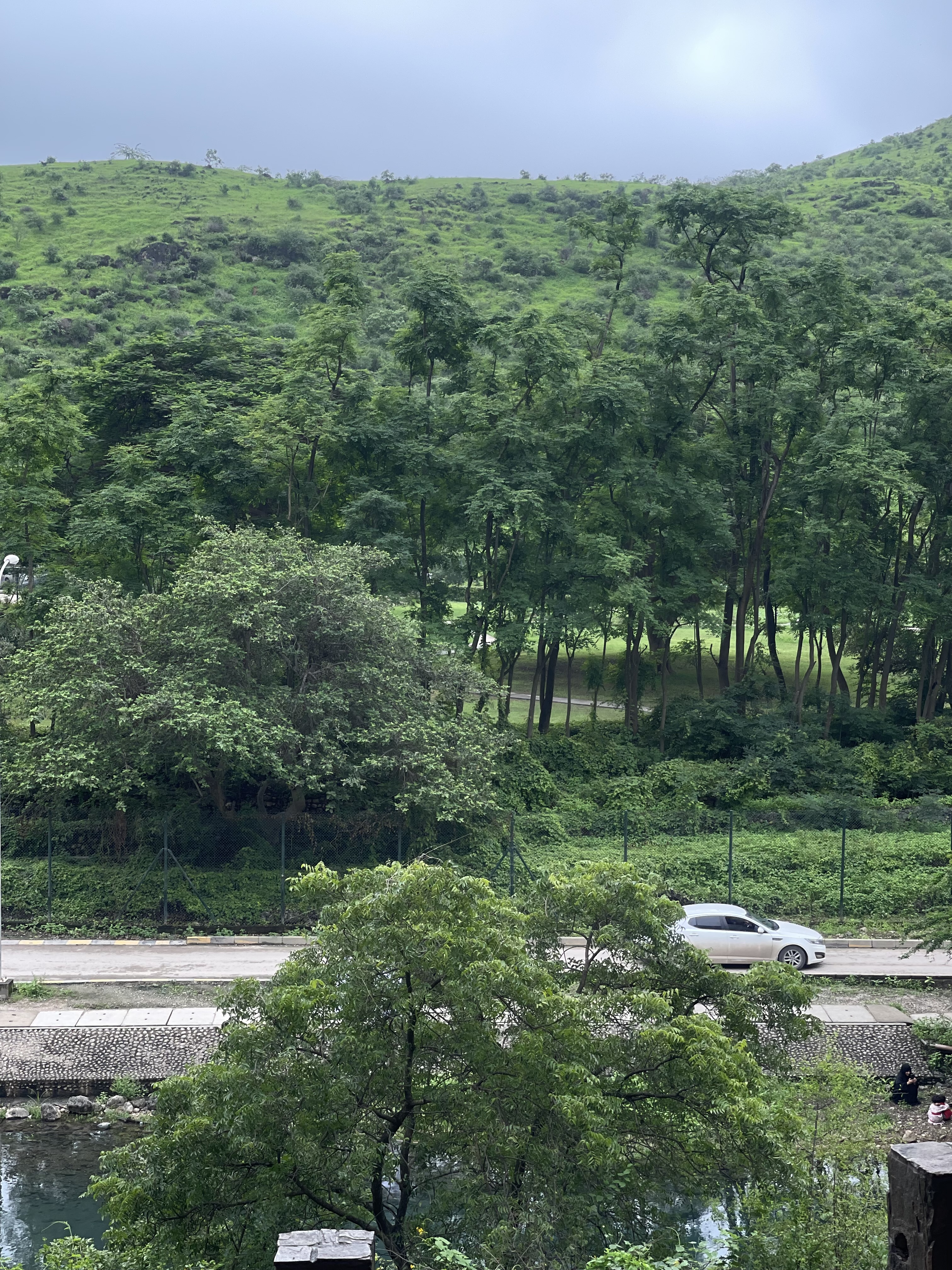
جبال ظفار

جبال ظفار هي سلسلة جبلية جيرية تقع في الجزء الجنوبي من سلطنة عمان في محافظة ظفار وتمتد على السحل الجنوبي للمنطقة على شكل هلال لمسافة 290 كيلومتر من جبل صرفيت في محافظة المهرة في اليمن غرباً إلى التلال الساحلية في سدح شرقاً.
وتحظى هذه الجبال بجو استثنائي في الصيف حيث هناك 75 كيلومترا من هذه الجبال تكسوها الخضرة من يونيو إلى سبتمبر إذ تـتميز هذه المنطقة عن بقية مناطق شبه الجزيرة العربية بهبوب الرياح الموسمية عليها الآتية من الجنوب الغربي في الفترة من يونيو إلى سبتمبر مما يسبب هطول الأمطار ووفره المراعي الطبيعية، كما تـنمو على بعض أجزائها أشجار الشرقية اللبان التي كانت لها تجارة رائجة اشتهرت بها هذه المنطقة وكانت مصدر ثروتها في العصور القديمة كما تـتـفجر منها عيون تتدفق بالماء على مدار العام.

## جغرافيا
تمتد جبال ظفار من الشرق إلى الغرب بطول 290 كم من قبالة ولاية شليم وجزر الحلانيات في شرق محافظة ظفار إلى منطقة حوف في جمهورية اليمن ولا يزيد عرض هذه الجبال عن 23 كم ويبلغ أقصى ارتفاع لها 2100 متر في جبل سمحان. ومتوسط ارتفاع السلسلة يتراوح ما بين 800-900- متر.
وتنقسم سلسلة جبال ظفار إلى ثلاث أجزاء رئيسية وهي:
- جبل سمحان في المنطقة الشرقية.
- جبل القرا في المنطقة الوسطى.
- جبل القمر في المنطقة الغربية.

## المناخ
يغلب على جبال ظفار مناخ شبه الجزيرة العربية الجاف معظم أوقات السنة، إلا أنه معتدل نسبيا في المناطق المرتفعة، وفي فصل الصيف تهب الرياح الموسمية الجنوبية الغربية محملة بسحب منخفضة تسبب ظاهرة موسمية يطلق عليها محليا اسم (الخريف) التي تستمر لمدة 3 أشهر، حيث تكتسي معظم أجزاء الجبال بالضباب وهطول الرذاذ الموسمي، ويبدأ هذا الموسم فلكيا من 21 يونيو وحتى 21 سبتمبر من كل عام حيث تهبط درجات الحرارة إلى أقل من 30 درجة مئوية، ويصل معدل هطول الأمطار سنوياً على الجبال إلى 500 ملم.
أما في الشتاء فيقل هطول الأمطار ويصبح الجو معتدلاً نسبيا في معظم السفوح والوديان وتصل درجات الحرارة إلى 17 درجة مئوية في المتوسط.

## السكان
تسكن جبال ظفار عدة قبائل تتوزع في العديد من النيابات والقرى على امتداد الجبال، وأقدم من استوطن هذه الجبال قبائل الشحرة وهم السكان الأصليون للمنطقة منذ القدم، ثم استوطنت لاحقا قبائل أخرى قدمت في فترات تاريخية مختلفة، كما توجد قبائل أخرى كقبائل الحكلي القرا والذي سمّيت عليها جبال القرا وهي كالآتي: قبيلة آل عمر الحكلي والعوائد الحكلي والمعشني الحكلي وجعبوب الحكلي وكشوب الحكلي وتبوك الحكلي وقطن الحكلي وجشعول الحكلي وبيت سعيد الحكلي وبيت باقي الحكلي وشماس الحكلي وعكعاك الحكلي وجومع الحكلي وبني علي بن عيسى الحكلي وبني مجدح بن أحمد وبني حاردان الحكلي، وأيضاً يوجد قبائل أخرى مثل قهور المهري وعموش المهري وعامر جيد المهري وقبائل الكثيري واليافعي والبرعمي والمشيخي، تتحدث هذه القبائل اللغة الجبالية أو الشحرية .

## الاقتصاد
يعتمد اقتصاد السكان قاطنين الجبال على تربية المواشي وحيث يمتهن أغلب سكان الجبال مهنة الرعي فانتشار المراعي نتيجة لموسم الخريف وهطول الأمطار يمثل العامل الأساسي لتربية المواشي، حيث يتركز فيها ثاني أكبر تعداد للثروة الحيوانية بسلطنة عمان حيث بلغ 648073 رأس من الحيوانات المختلفة -حسب التعداد الزراعي 2012/2013 - وهي كالآتي (146136 رأس من الإبل) و 208164 (رأس من الأبقار) و (279241 رأس من الماعز) بالإضافة إلى (14532 رأس من الضأن).
تمثل الزراعة الموسمية جزاءً من المدخول الاقتصادي لسكان الجبال، كما يوجد إنتاج بسيط لمشتقات الألبان كالسمن البلدي والروب، وأيضاً يشتغل البعض في بيع عسل النحل وبيع اللحوم، وفي السنوات الأخيرة أصبحت للتجارة والمشاريع السياحية نصيب في النشاطات الاقتصادية في الجبل.

## الزراعة
من أهم المحاصيل الموسمية في جبال ظفار ؛ الدجر (اللوبيا المحلية) والذرة البيضاء والمهيندو (الذرة الشامية).. كما يُزرع أشجار الليمون والفافاي وقصب السكر، وبعض الخضروات للاستهلاك اليومي.
ويقوم البعض باستخراج (الفطر البري) الذي ينتشر في بعض الأماكن أواخر موسم الخريف.. وكذلك بذور بعض النباتات التي تنمو في السفوح مثل (البضح).

## السياحة
تعتبر جبال ظفار وجهة سياحية مفضلة للعديد من السياح المحليين، والقادمين من دول الخليج العربي وخاصة في فترة موسم الخريف حيث تكتسي الجبال المراعي الخضراء والوديان والعيون المائية، ومن أهم الأماكن السياحية المفضلة سفوح جبل دربات وجبل رزات وجبل حمرير و جبل إتين) وعين جرزيز وعين حمران وعين رزات وجبل آشور وخرفوت وفيزاح وكهف طيق.
كما يوجد مزار ديني مهم يقصده العديد من السياح الأجانب وهو ضريح النبي هود في نيابة قيرون حيريتي و ضريح النبي أيوب ويقع على مقربة من مركز نيابة غدو.

## معرض صور

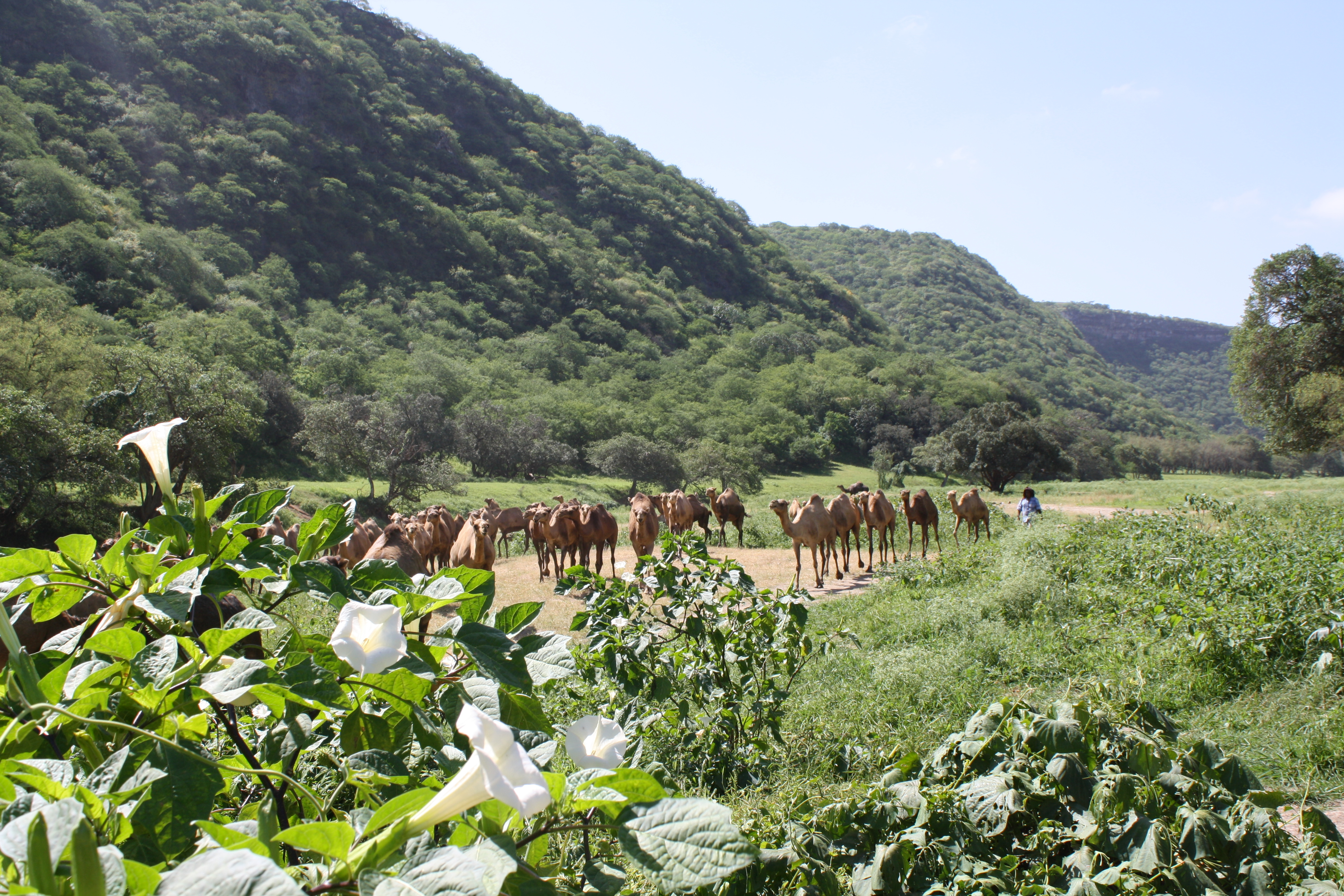
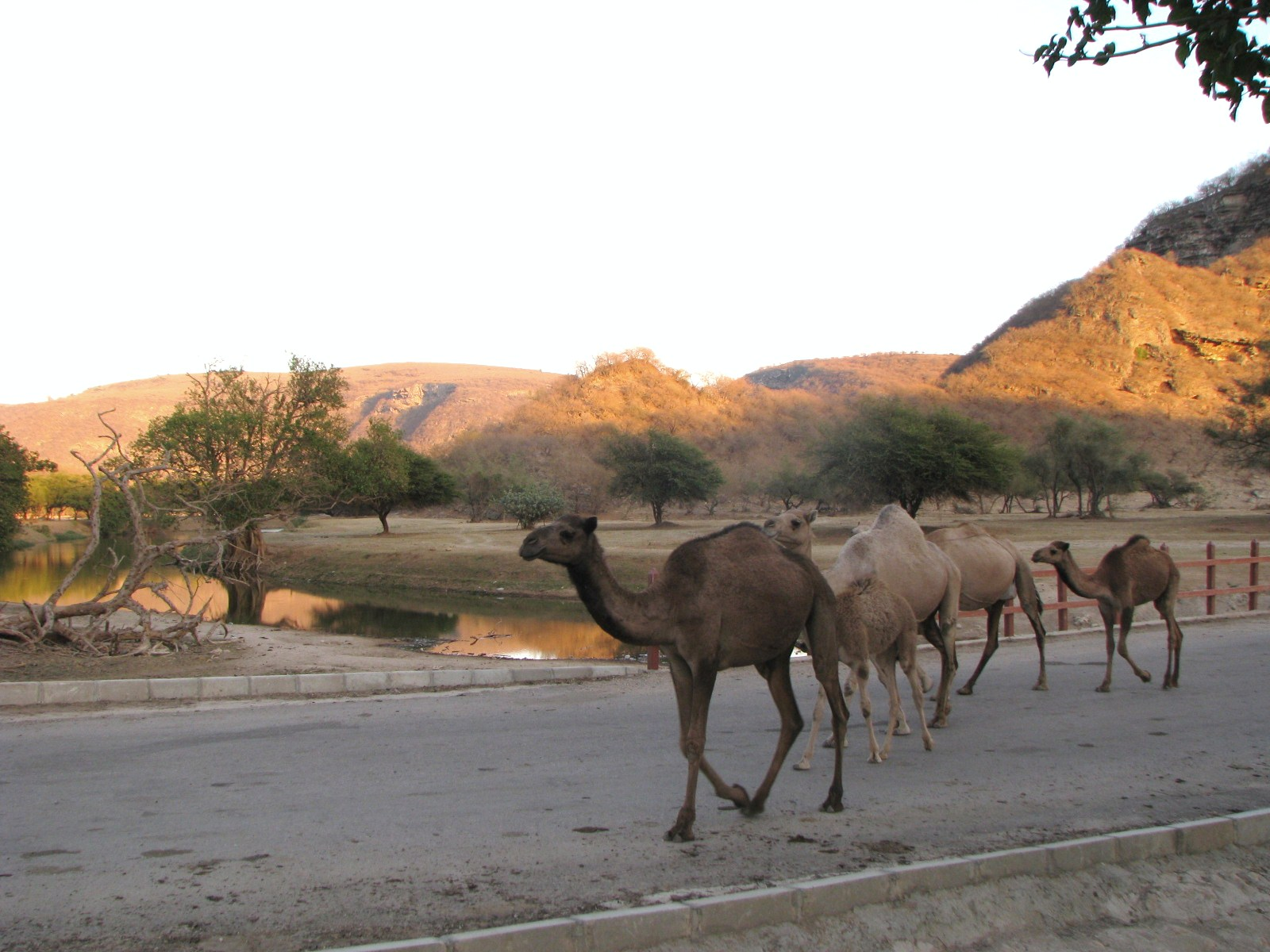
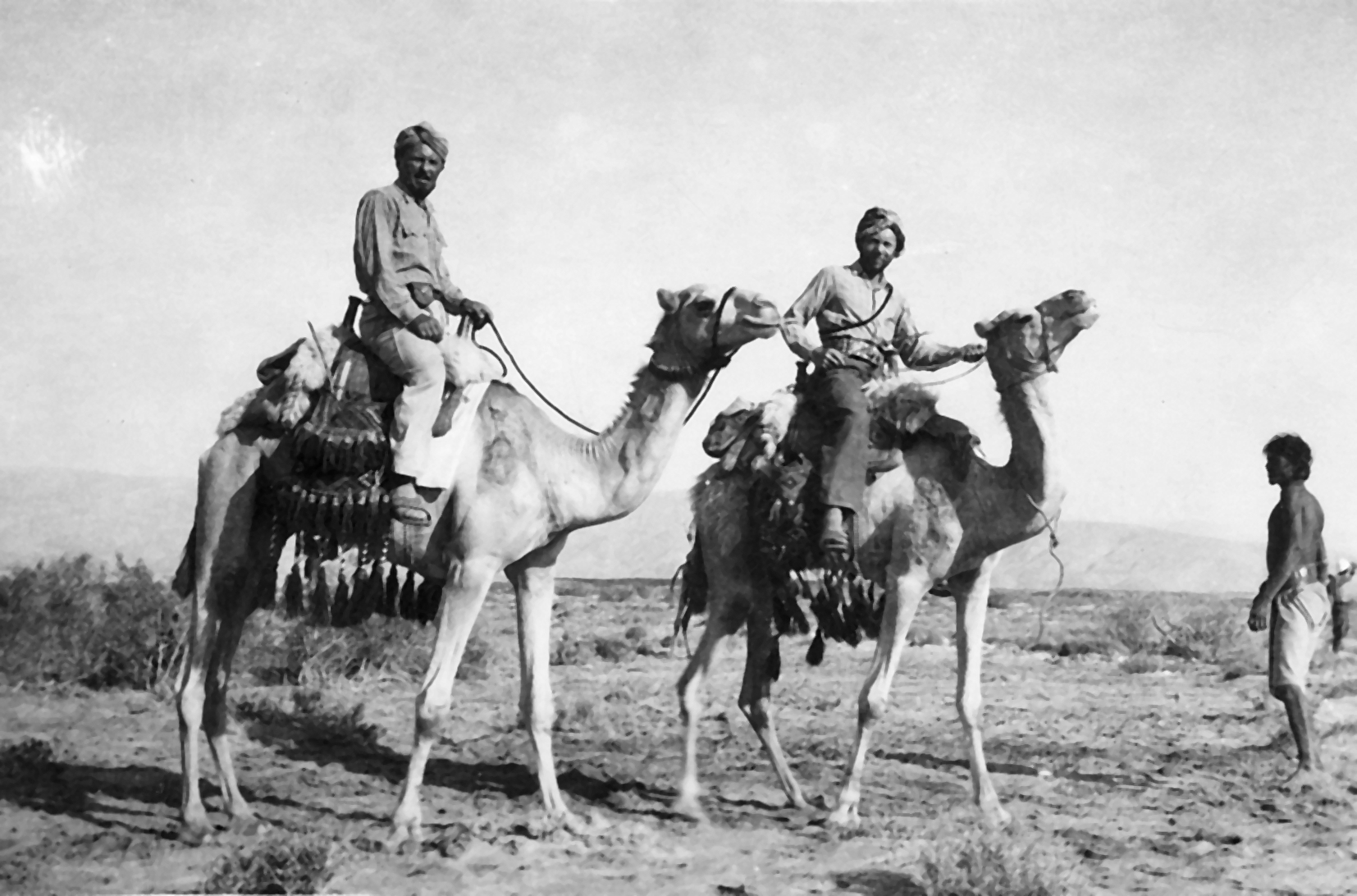
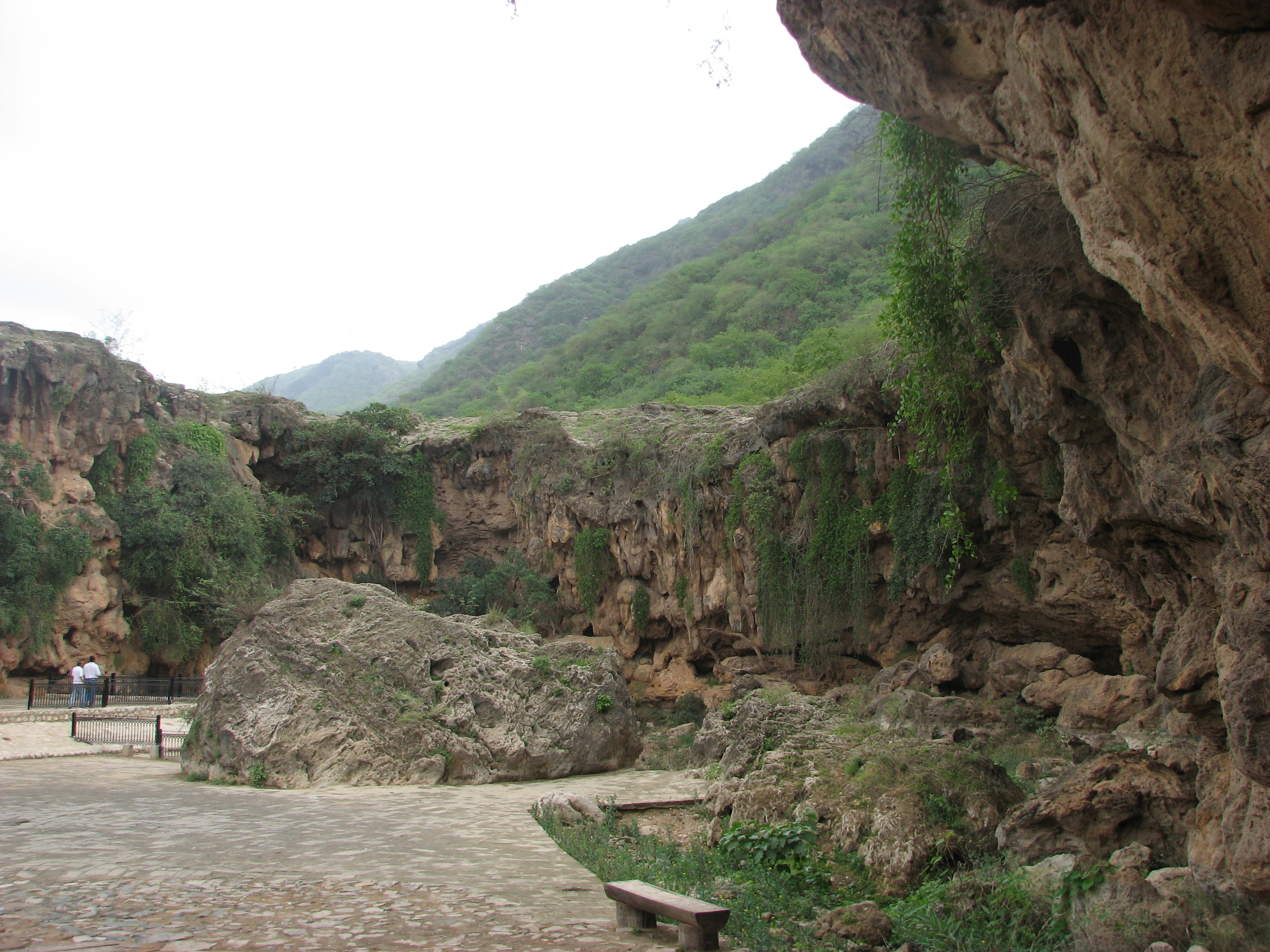
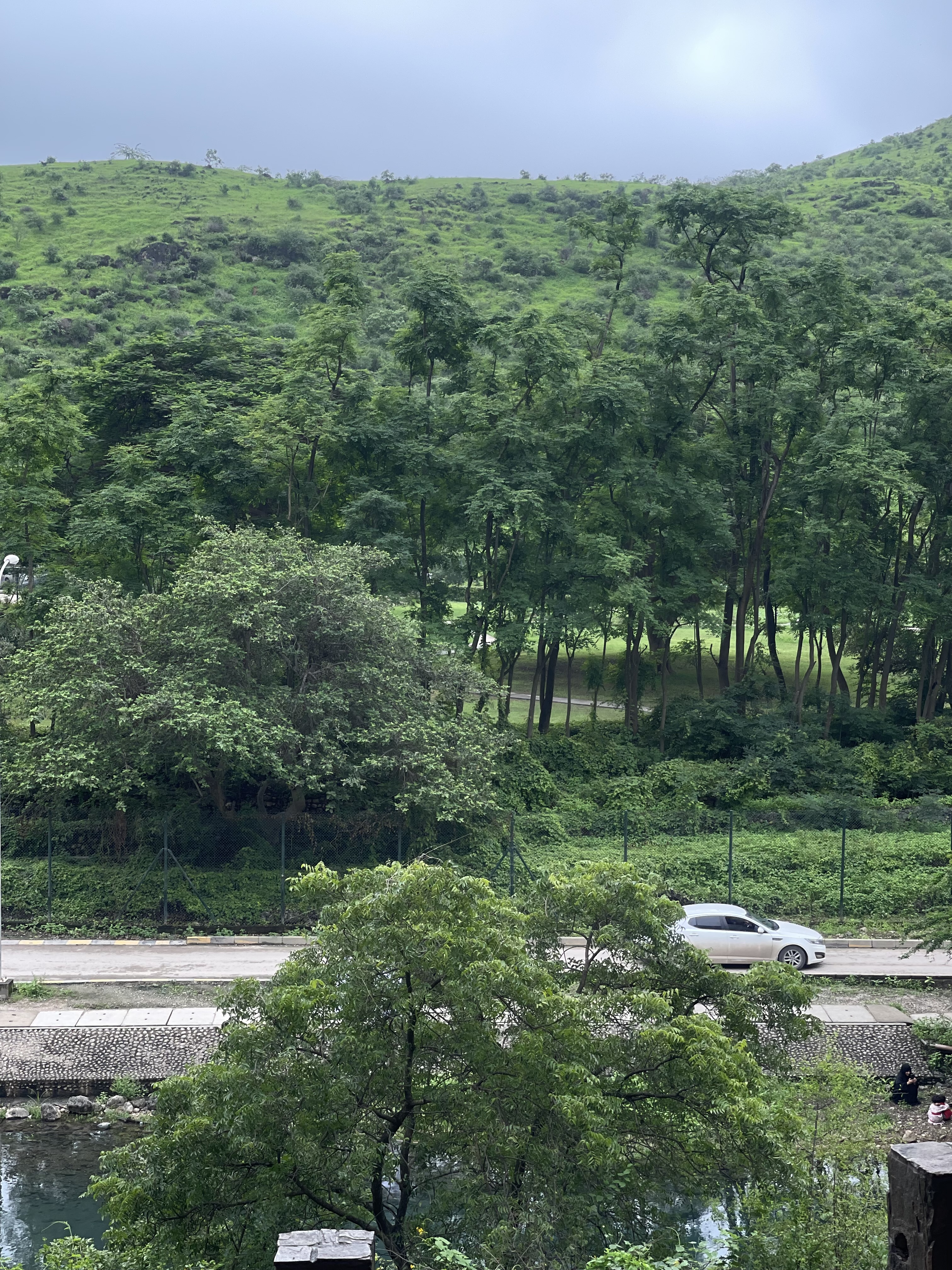
جبال ظفار

## وصلات خارجية
- موقع وزارة الاعلام العمانية